# معبد یونگ کوان (فوجو)
معبد یونگ کوان (انگلیسی: Yongquan Temple) (چینی: 涌泉寺; پین‌یین: Yǒngquán Sì) یک معبد بودایی است که در کوهستان گوشان (Gushan) یا کوه گو (به انگلیسی کوه طبل)، در منطقه جین ان فوجو، فوجیان واقع شده‌است. اولین بار در سال ۷۸۳، در زمان دودمان تانگ (۹۰۷–۶۱۸) ساخته شد و تغییرات و تعمیرات زیادی را در گذر زمان و دودمان‌های بعدی، در پی داشت. بیشتر سازه‌های کنونی در معبد در دوران امپراطوری چیاچینگ (۱۵۶۶–۱۵۲۲) در دودمان مینگ (۱۶۴۴–۱۳۶۸) تعمیر یا ساخته شده‌اند.